# اوساکی‌کامیجیما
اوساکی‌کامیجیما (به لاتین: Ōsakikamijima, Hiroshima) یک منطقهٔ مسکونی در ژاپن است که در استان هیروشیما واقع شده‌است. اوساکی‌کامیجیما  ۹٬۵۰۲ نفر جمعیت دارد.